# Jared Gooden
Jared Gooden (5 de diciembre de 1993, Birmingham, Alabama, Estados Unidos) es un artista marcial mixto estadounidense que compite en la división de peso wélter de Ultimate Fighting Championship.

## Antecedentes
Cuando Jared tenía 15 años, se encontró con Matt Hughes y BJ Penn mientras cambiaba de canal en casa de mi padre. Se enamoró de este deporte después de ver el combate. Unos años más tarde, Jared vio un cartel de un combate de MMA en su Facebook y envió un correo electrónico a la dirección que aparecía en él. Recibió una respuesta del promotor, David Oblas, en la que le preguntaba por su gimnasio, el tiempo de entrenamiento y el historial de MMA, todo lo cual Jared no tenía. David le envió entonces a un gimnasio cercano dirigido por Phillipe Gentry. Entró en el gimnasio del entrenador Phillipe y comenzó a entrenar a los 17 años el 2 de junio de 2011.

## Carrera en las artes marciales mixtas

### Carrera temprana
Profesional desde agosto de 2015 y representante de X3 Sports, Jared Gooden poseía un récord de 15-4 en 19 combates como profesional antes de firmar con la UFC, compuesto por seis nocauts, cinco sumisiones y cuatro decisiones. Gooden ha terminado 11 de sus 15 victorias profesionales y ha competido con Island Fights, Titan FC y Legacy Fighting Alliance.
En su debut en las MMA, en NFC 76, sometió a Bobby Tucker por estrangulamiento por detrás en el segundo asalto. Gooden también derrotó a Brad Taylor en el tercer asalto por medio de una armadura en el Legacy FC 47. Derrotó a sus cuatro siguientes rivales, con victorias sobre Amir Dudovic y Nick Poythress. Después de perder ante Dave Vitkay en el NFC 86 por el Campeonato de Peso Wélter de la NFC por decisión unánime, en el NFC 89, Gooden se enfrentó a Micah Miller y lo derrotó por decisión unánime. A continuación, perdió ante Julien Williams en el NFC 94 por decisión unánime, tras lo cual sometió a Wesley Golden por estrangulamiento en el segundo asalto en el NFC 96. Gooden derrotó a sus dos siguientes oponentes, Sean Klingus y Elijah Wynter. En el NFC 108 noqueó a Ladarious Jackson en el tercer asalto. Gooden también derrotó a Cody Wilson por TKO en el tercer asalto en el 864 Fighting Championship. En su única salida con Legacy Fighting Alliance en LFA 59, se enfrentó a Steven Newell y lo derrotó por decisión unánime. A continuación, luchó en Titan FC 53: Bad Blood, donde se enfrentó a Michael Graves por el campeonato interino de peso wélter de Titav FC, aunque perdió el combate por decisión unánime. Gooden derrotó al exalumno de la segunda temporada de la DWTNCS, Will Santiago Jr, por TKO en el primer asalto en la Jackson Wink Fight Night 5. Regresó a Titan FC en Titan FC 55, contra Bruno Oliveira, perdiendo de nuevo, pero esta vez por TKO en el primer asalto.En su primera aparición con Island Fights en Island Fights 60, golpeó a Marcel Stamps en el segundo asalto para obtener la quinta victoria por sumisión de su carrera profesional. Ganó los dos siguientes combates: en Empire FC 5 contra Jay Jackson por estrangulamiento en el primer asalto, y en Titan FC 62 contra Trent McCown por TKO en el segundo asalto.

### Ultimate Fighting Championship
Gooden debutó en la UFC contra Alan Jouban, que salía de un parón de 18 meses, el 21 de noviembre de 2020 en UFC 255. Perdió el combate por decisión unánime.
Gooden se enfrentó a Abubakar Nurmagomedov el 27 de marzo de 2021 en UFC 260. Perdió el combate por decisión unánime.
Gooden, como sustituto de Mounir Lazzez, se enfrentó a Niklas Stolze el 30 de julio de 2021 en UFC on ESPN: Hall vs. Strickland. Ganó el combate por nocaut en el primer asalto.
Gooden se enfrentó a Randy Brown el 9 de octubre de 2021 en UFC Fight Night: Dern vs. Rodriguez. En el pesaje, Gooden pesó 174 libras, tres libras por encima del límite de los combates de peso wélter que no son de campeonato. El combate procedió a un combate de peso acordado. Gooden fue multado con el 20% de su bolsa y ésta fue a parar a su oponente Brown. Perdió el combate por decisión unánime.

## Campeonatos y logros

### Artes marciales mixtas
- National Fighting Championship
  - Campeonato de Peso Wélter de la NFC (una vez)
    - Una exitosa defensa del título

## Récord en artes marciales mixtas
| Resultado | Récord | Oponente              | Método                                     | Evento                              | Fecha                    | Ronda | Tiempo | Localización                 | Notas                                                  |
| --------- | ------ | --------------------- | ------------------------------------------ | ----------------------------------- | ------------------------ | ----- | ------ | ---------------------------- | ------------------------------------------------------ |
| Derrota   | 18-7   | Randy Brown           | Decisión (unánime)                         | UFC Fight Night: Dern vs. Rodriguez | 9 de octubre de 2021     | 3     | 5:00   | Las Vegas, Nevada            |                                                        |
| Victoria  | 18-6   | Niklas Stolze         | KO (puñetazo)                              | UFC on ESPN: Hall vs. Strickland    | 31 de julio de 2021      | 1     | 1:08   | Las Vegas, Nevada            |                                                        |
| Derrota   | 17-6   | Abubakar Nurmagomedov | Decisión (unánime)                         | UFC 260                             | 27 de marzo de 2021      | 3     | 5:00   | Las Vegas, Nevada            |                                                        |
| Derrota   | 17-5   | Alan Jouban           | Decisión (unánime)                         | UFC 255                             | 21 de noviembre de 2020  | 3     | 5:00   | Las Vegas, Nevada            |                                                        |
| Victoria  | 17-4   | Trent McCown          | TKO (puñetazos y codazos)                  | Titan FC 62                         | 23 de julio de 2020      | 2     | 2:31   | Miami, Florida               | Regreso al peso wélter.                                |
| Victoria  | 16-4   | Jay Jackson           | Sumisión (estrangulamiento por detrás)     | Empire FC 5                         | 29 de febrero de 2020    | 1     | 1:45   | Biloxi, Misisipi             |                                                        |
| Victoria  | 15-4   | Marcel Stamps         | Sumisión (estrangulamiento por guillotina) | Island Fights 60                    | 10 de octubre de 2019    | 2     | 2:18   | Columbus, Georgia            |                                                        |
| Derrota   | 14-4   | Bruno Oliveira        | TKO (puñetazos y rodillazo)                | Titan FC 55                         | 28 de junio de 2019      | 1     | 0:53   | Fort Lauderdale, Florida     | Regreso al peso medio.                                 |
| Victoria  | 14-3   | Will Santiago         | TKO (rodillazo y puñetazos)                | JacksonWink Fight Night 5           | 10 de mayo de 2019       | 1     | 0:28   | Albuquerque, Nuevo Mexico    |                                                        |
| Derrota   | 13-3   | Michael Graves        | Decisión (unánime)                         | Titan FC 53: Bad Blood              | 15 de marzo de 2019      | 5     | 5:00   | Fort Lauderdale, Florida     | Por el Campeonato Interino de Peso Wélter de Titan FC. |
| Victoria  | 13-2   | Steven Newell         | Decisión (unánime)                         | LFA 59                              | 1 de febrero de 2019     | 3     | 5:00   | Phoenix, Arizona             | Combate de peso acordado (180 libras).                 |
| Victoria  | 12-2   | Cody Wilson           | TKO (puñetazo de Superman)                 | 864 Fighting Championship 7         | 29 de septiembre de 2018 | 3     | 0:24   | Greenville, Carolina del Sur |                                                        |
| Victoria  | 11-2   | Ladarious Jackson     | KO (rodillazo volador)                     | NFC 108                             | 22 de junio de 2018      | 3     | 0:07   | Kennesaw, Georgia            | Combate de peso medio.                                 |
| Victoria  | 10-2   | Sean Kilgus           | TKO (puñetazos)                            | NFC 105                             | 30 de marzo de 2018      | 1     | 4:59   | Kennesaw, Georgia            | Defendió el Campeonato de Peso Wélter de la NFC.       |
| Victoria  | 9-2    | Elijah Wynter         | Decisión (unánime)                         | NFC 99                              | 22 de septiembre de 2017 | 3     | 5:00   | Atlanta, Georgia             | Ganó el Campeonato de Peso Wélter de la NFC.           |
| Victoria  | 8-2    | Wesley Golden         | Sumisión (estrangulamiento por detrás)     | NFC 96                              | 30 de junio de 2017      | 2     | 1:53   | Kennesaw, Georgia            |                                                        |
| Derrota   | 7-2    | Julien Williams       | Decisión (unánime)                         | NFC 94                              | 22 de abril de 2017      | 3     | 5:00   | Atlanta, Georgia             |                                                        |
| Victoria  | 7-1    | Micah Miller          | Decisión (unánime)                         | NFC 89                              | 9 de diciembre de 2016   | 3     | 5:00   | Atlanta, Georgia             |                                                        |
| Derrota   | 6-1    | Dave Vitkay           | Decisión (unánime)                         | NFC 86                              | 27 de agosto de 2016     | 3     | 5:00   | Atlanta, Georgia             | Por el Campeonato de Peso Wélter de la NFC.            |
| Victoria  | 6-0    | Amir Dadovic          | Decisión (unánime)                         | NFC 84                              | 11 de junio de 2016      | 3     | 5:00   | Atlanta, Georgia             |                                                        |
| Victoria  | 5-0    | Tanner Saraceno       | TKO (puñetazos)                            | NFC 83                              | 25 de marzo de 2016      | 2     | 1:45   | Atlanta, Georgia             |                                                        |
| Victoria  | 4-0    | Smith Amisial         | Sumisión (estrangulamiento por detrás)     | OCF Fight Night 1                   | 22 de enero de 2016      | 2     | 2:09   | Fern Park, Florida           | Regreso al peso wélter.                                |
| Victoria  | 3-0    | Nick Poythress        | TKO (parada médica)                        | NFC 80                              | 5 de diciembre de 2015   | 3     | 3:10   | Atlanta, Georgia             |                                                        |
| Victoria  | 2-0    | Brad Taylor           | Sumisión (barra de brazo)                  | Legacy FC 47                        | 16 de octubre de 2015    | 3     | 2:01   | Atlanta, Georgia             | Debut en el peso medio.                                |
| Victoria  | 1-0    | Bobby Tucker          | Sumisión (estrangulamiento por triángulo)  | NFC 76                              | 8 de agosto de 2015      | 2     | 4:02   | Atlanta, Georgia             | Debut en el peso wélter.                               |